# SN 2009db
SN 2009db – supernowa typu Ia odkryta 19 marca 2009 roku w galaktyce A142154+2601. W momencie odkrycia miała maksymalną jasność 18,40m.